# テーサバーンナコーン・チエンマイ
テーサバーンナコーン・チエンマイないしチエンマイ自治体はチエンマイ県・チエンマイ市にある自治体（テーサバーンナコーン）である。自治体は、チェンマイ市の小さな部分で、市全体の人口は12万人で、タイで2番目に大きな都市である。ムアンチエンマイ郡のうちタムボン・シープーム、タムボン・プラシン、タムボン・ハーイヤー、タムボン・チャーンモーイ、タムボン・チャーンクラーン、タムボン・ワットケート、タムボン・パータンの全体と、タムボン・チャーンプアック、タムボン・ステープ、タムボン・パーデート、タムボン・ノーンホーイ、タムボン・ターサーラー、タムボン・ノーンパークラン、タムボン・ファーハームからなる。

## 歴史
市全体の歴史はムアンチエンマイ郡#歴史を参照。
1915年、チエンマイの市街地は衛生区（スカーピバーン）であり、モントン・パーヤップの管轄下にあった。1932年、立憲革命が勃発すると国会の人民代表院が比較的大きなスカーピバーンをテーサバーンという自治体にしようとする合意があった。そこでチエンマイは1935年、スカーピバーンからテーサバーンナコーンへ昇格した。このことは同年3月29日官報に記載され、チエンマイの市街地はタイで最初のテーサバーンナコーンとなった。

## 行政区分
自治体は4つの地区（クウェーン）に分けられる。
1. ナコーンピン地区・・・แขวงนครพิงค์
2. カーウィラ地区・・・แขวงกาวิละ
3. メンラーイ地区・・・แขวงเม็งราย
4. シーウィチャイ地区・・・แขวงศรีวิชัย

## 姉妹都市
- 平壌直轄市(北朝鮮)
- 魚津市、日本 1989年
- 埼玉県、日本 1992年
- ルアンパバーン郡、ラオス 2012年
- フアイサーイ郡、ラオス 2013年